# 梅彭

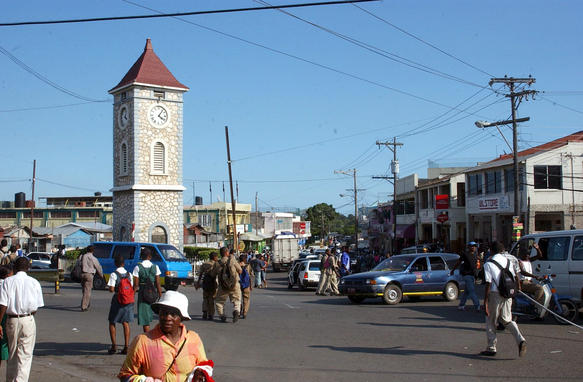

梅彭（英語：May Pen）是牙買加克拉倫登堂區的首府，位於該國南部，是該地區的農產品市場，1991年人口45,903。

## 外部連結
- Statistical Institute of Jamaica （页面存档备份，存于）
- Statistics
- Clarendon （页面存档备份，存于）
- Political Geography （页面存档备份，存于）
- Clarendon

17°58′N 77°14′W / 17.967°N 77.233°W